# Dados no transitivos
Un conjunto de dados no transitivos es un conjunto de dados en los que la relación «es más probable que aparezca un número más alto que» no es transitiva.
Esta situación es similar a la del juego Piedra, papel o tijera, en el que cada elemento tiene ventajas y desventajas sobre alguno de los otros.

## Ejemplo
Sean tres dados A, B y C tales que 

Ejemplo de dados no transitivos (los lados opuestos tienen los mismos valores que los lados mostrados).

- el dado A tiene como caras {2,2,4,4,9,9}
- el dado B tiene como caras {1,1,6,6,8,8}
- el dado C tiene como caras {3,3,5,5,7,7}

Por lo tanto:
- la probabilidad de que en A salga un número mayor que en B es 5/9 (55.55%)
- la probabilidad de que en B salga un número mayor que en C es de 5/9
- la probabilidad de que en C salga un número mayor que en A es de 5/9

Por tanto es más probable que en A salga un número más alto que en B, también es más probable que en B salga un número mayor que en C y a la vez es más probable que en C salga un número mayor que en A. Esto muestra que la relación «es más probable que aparezca un número más alto que» no es transitiva en estos datos, y por tanto se dice de ellos que son dados no transitivos.

## Dados de Efron

Dados de Efron.

Los dados de Efron (Efron's dice en inglés) son un conjunto de cuatro dados no transitivos inventado por el matemático estadounidense Bradley Efron.
Los cuatro dados A, B, C, D tienen los siguientes números en sus distintas caras:
- A: 4, 4, 4, 4, 0, 0
- B: 3, 3, 3, 3, 3, 3
- C: 6, 6, 2, 2, 2, 2
- D: 5, 5, 5, 1, 1, 1

## Dados de Grime
Son un conjunto de 5 dados no transitivos inventados por el matemático británico James Grime
- A: 9, 4, 4, 4, 4, 4
- B: 8, 8, 3, 3, 3, 3
- C: 7, 7, 7, 2, 2, 2
- D: 6, 6, 6, 6, 1, 1
- E: 5, 5, 5, 5, 5, 0

Tienen la particularidad de que si se juega con dos dados la relación de «es más probable que aparezca un número más alto que» se invierte en muchos caos en concreto: (eso no ocurre siempre, por ejemplo en los dados de Efron no hay tal inversión)
Para un dado: A>B>C>D>E>A y también A>C>E>B>D>A
Para dos dados: casi se mantiene A>B>C>D>E=A pero A<C<E<B<D<A

## Dados intransitivos generalizados de Muñoz-Perera
Un conjunto de dados intransitivos se puede generalizar a tamaño {\displaystyle N}. Sea {\displaystyle N\geq 3}, se define el conjunto de dados {\displaystyle \{D_{n}\}_{n=1}^{N}} como las variables aleatorias sobre {\displaystyle \{v_{n,j}\}_{j=1}^{J}} con
{\displaystyle \mathbb {P} \left[D_{n}=v_{n,j}\right]={\frac {1}{J}}},
es decir, tenemos {\displaystyle N} dados con {\displaystyle J} caras equiprobables. 
Para conseguir un conjunto de dados intransitivos, basta con establecer los valores de las caras {\displaystyle v_{n,j}} para {\displaystyle n,j=1,2,\ldots ,N} siguiendo la expresión
{\displaystyle v_{n,j}=(j-1)N+(n-j){\text{mod}}(N)+1},
obteniendo un conjunto de {\displaystyle N} dados con {\displaystyle N} caras.
Se puede comprobar que siguiendo esta estructura se obtiene el siguiente valor para la probabilidad de un dado del conjunto obtener un número mayor que otro en un lanzamiento
{\displaystyle \mathbb {P} \left[D_{m}<D_{n}\right]={\frac {1}{2}}+{\frac {1}{2N}}-{\frac {(n-m){\text{mod}}(N)}{N^{2}}}},
por lo que cada dado vence a otros {\displaystyle \lfloor N/2-1\rfloor } dados del conjunto.

### Ejemplos

#### 3 caras
| {\displaystyle D_{1}} | 1 | 6 | 8 |
| {\displaystyle D_{2}} | 2 | 4 | 9 |
| {\displaystyle D_{3}} | 3 | 5 | 7 |

El conjunto de dados en este caso es equivalente al primer ejemplo en esta página, eliminando las caras repetidas. Se puede comprobar que {\displaystyle D_{3}>D_{2},D_{2}>D_{1}\ {\text{y}}\ D_{1}>D_{3}}.

#### 4 caras
| {\displaystyle D_{1}} | 1 | 8 | 11 | 14 |
| {\displaystyle D_{2}} | 2 | 5 | 12 | 15 |
| {\displaystyle D_{3}} | 3 | 6 | 9  | 16 |
| {\displaystyle D_{4}} | 4 | 7 | 10 | 13 |

De nuevo se puede comprobar que {\displaystyle D_{4}>D_{3},D_{3}>D_{2},D_{2}>D_{1}\ {\text{y}}\ D_{1}>D_{4}}.

#### 6 caras
| {\displaystyle D_{1}} | 1 | 12 | 17 | 22 | 27 | 32 |
| {\displaystyle D_{2}} | 2 | 7  | 18 | 23 | 28 | 33 |
| {\displaystyle D_{3}} | 3 | 8  | 13 | 24 | 29 | 34 |
| {\displaystyle D_{4}} | 4 | 9  | 14 | 19 | 30 | 35 |
| {\displaystyle D_{5}} | 5 | 10 | 15 | 20 | 25 | 36 |
| {\displaystyle D_{6}} | 6 | 11 | 16 | 21 | 26 | 31 |

De nuevo {\displaystyle D_{6}>D_{5},D_{5}>D_{4},D_{4}>D_{3},D_{3}>D_{2},D_{2}>D_{1}\ {\text{y}}\ D_{1}>D_{6}}. Además en este caso cada dado vence a más de un dado en el conjunto {\displaystyle D_{6}>\{D_{5},D_{4}\},D_{5}>\{D_{4},D_{3}\},D_{4}>\{D_{3},D_{2}\},D_{3}>\{D_{2},D_{1}\},D_{2}>\{D_{1},D_{6}\}\ {\text{y}}\ D_{1}>\{D_{6},D_{5}\}}.

## Vínculos externos
- Adrián Muñoz Perera's site'

- Datos: Q591254
- Multimedia: Intransitive dice / Q591254